# There Will Be Buds
There Will Be Buds, llamado Habrá amigos en Hispanoamérica y Habrá colegas en España, es un episodio perteneciente a la vigesimoctava temporada de la serie animada Los Simpson, emitido originalmente el 6 de noviembre de 2016 en EE.UU. El episodio fue dirigido por Matthew Faughnan y escrito por Matt Selman.

## Sinopsis
Homer se convierte en el entrenador del equipo de lacrosse de los niños con el padre de Milhouse, Kirk, que necesita desesperadamente un amigo. Cuando Kirk se vuelve demasiado pegajoso, Homero le dice lo perdedor que es. Kirk escucha su discurso y desaparece, justo cuando el equipo lo necesita más: el juego del campeonato. 